# Stazione di Torrelodones
La stazione di Torrelodones è una stazione ferroviaria che dà servizio a Torrelodones, sulla linea Madrid-Hendaye.
La stazione dispone di servizi di media distanza e forma parte delle linee C3, C8 e C10 delle Cercanías di Madrid.
Si trova in plaza de Salvador Sánchez Frascuelo, nel comune di Torrelodones.

## Storia
La stazione è stata inaugurata come fermata ferroviaria nel 1864 con l'inaugurazione del tratto Madrid-El Escorial della linea Madrid-Hendaye.
Nel 1999 la stazione è stata ristrutturata ed ampliata.